# Emboreet
Emboreet è una circoscrizione rurale (rural ward) della Tanzania situata nel distretto di Simanjiro, regione del Manyara. Conta una popolazione di 8 860 abitanti (censimento 2012).